# Socotríes
Los socotríes (en árabe,  السقطريين al-suquṭriyn) son un grupo étnico nativo de Socotra, Yemen, una isla ubicada en el canal Guardafui. Hablan el idioma socotrí, un idioma semítico en la familia afroasiática.

## General

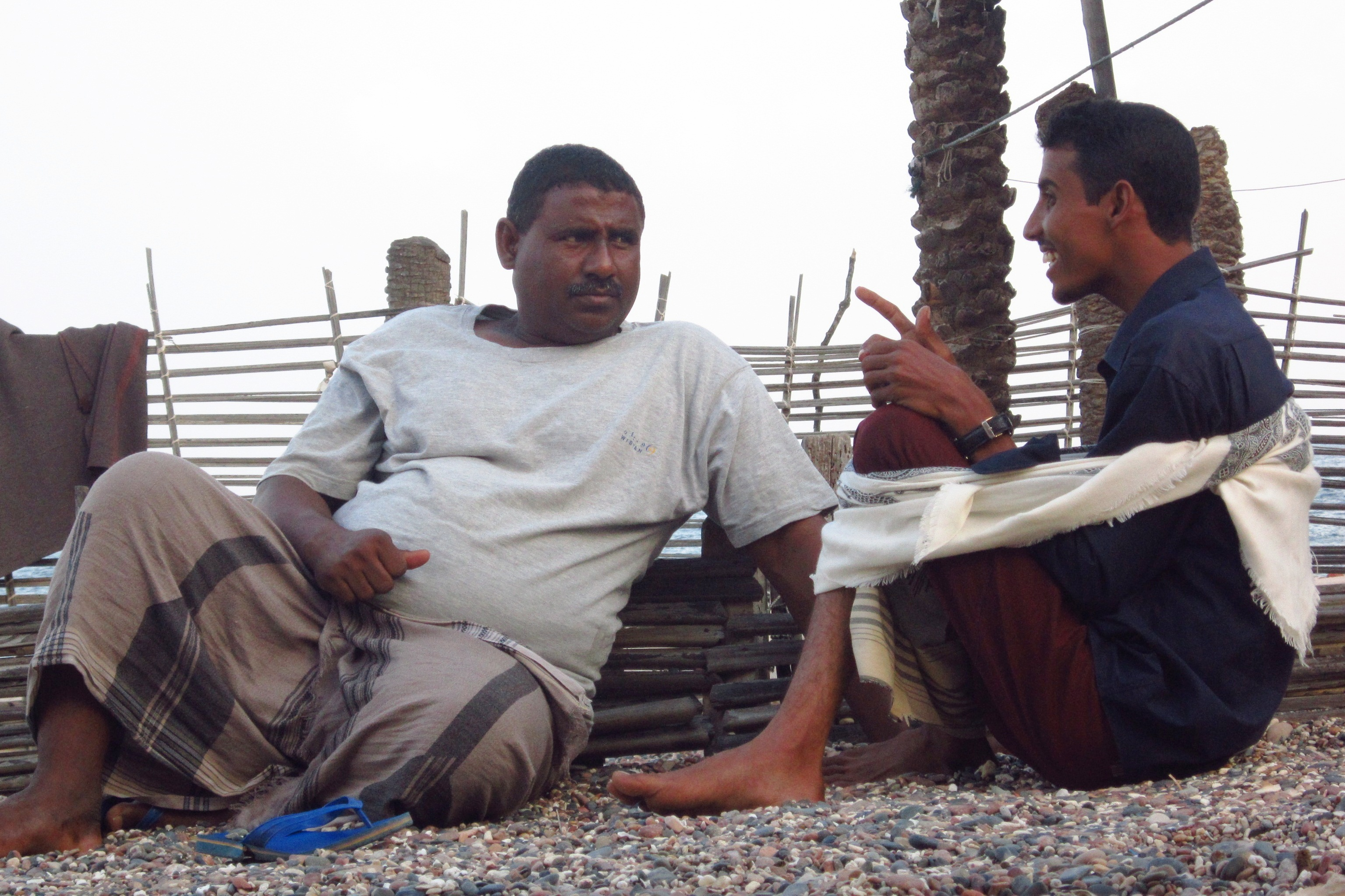
Dos socotríes.

Los socotríes habitan el archipiélago de Socotra, compuesto por la isla de Socotra, la mayor y más poblada, y otras islas minúsculas cercanas, que son: 'Abd al-Kūrī, Darsah y Samhah. Administrativamente, se organizan en el distrito de Hidaybu al este, y el distrito de Qulansiyah wa 'Abd al-Kūrī al oeste.
Ethnologue estima alrededor de 71.400 socotríes. Sin embargo, en el último censo de Socotra (1990), se contabilizaron todavía menos, 57.000 habitantes.
La mayoría de los socotríes son musulmanes sunitas. Históricamente, los socotríes fueron cristianos nestorianos, desde la cristianización de la isla hasta el siglo XV, cuando la isla fue ocupada por el sultanato de Mehri en 1480. Esto condujo a una lenta islamización de los soqotri.

## Idioma

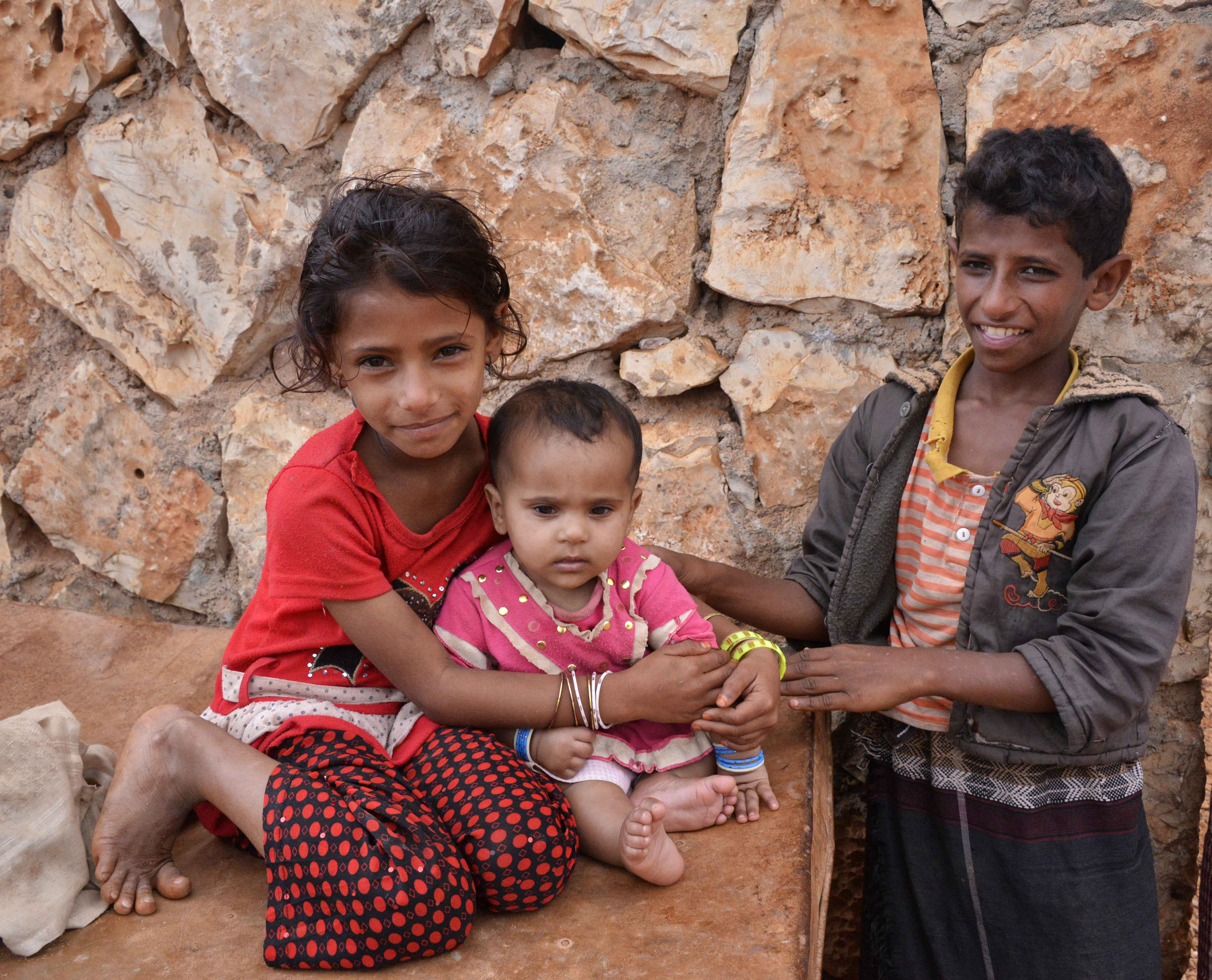
Niños socotríes.

Los socotríes hablan el idioma socotrí (también encontrado con las ortografías soqotrí, saqatrí, sokotrí o suqutrí). Pertenece a las lenguas sudarábigas modernas, que están más cerca de las lenguas etiópicas que del árabe (semítico central). A pesar de los contactos históricos con el idioma árabe, no existe un entendimiento mutuo entre los hablantes nativos de las lenguas modernas del sur de Arabia y el hablante nativo del árabe. Además, no existe un entendimiento mutuo entre los hablantes de las lenguas sudarábigas modernas y la lengua socotrí, que sólo se habla en la isla de Socotra.
Los socotríes tiene varios dialectos, el de la isla de 'Abd al-Kūrī, el socotrí central, el socotrí septentrional, el socotrí meridional y el socotrí occidental. El socotrí septentrional comprende el socotrí del centro-norte y del noroeste (las tierras altas).
El idioma se escribe usando la variante nasji del alifato. El socotrí también se encuentra romanizado a la escritura latina.

## Genética
La mayoría de los socotríes pertenecen al haplogrupo J paterno, con el clado basal J*(xJ1, J2) en sus frecuencias más altas (71,4%). Los individuos restantes portan principalmente el subclado J1 (14,3%). Sin embargo, el YFull y la FTDNA no han podido encontrar personas J* en ningún lugar del mundo, a excepto 2 personas J2-Y130506 y 1 persona J1 procedentes de Socotra.
Maternalmente, los socotríes pertenecen principalmente a los haplogrupos N (24,3% N*; 6,2% N1a) y R0 (17,8% R0a1b; 13,8% R0a; 6,2% R0a1). El clado basal N* ocurre en sus frecuencias más altas entre ellos. Los siguientes linajes de mtDNA más comunes de los individuos socotríes son los haplogrupos J (9.2% J*; 3.1 J1b), T (7.7% T2; 1.2% T *), L3 (4.3% L3*), H (3.1%), y R (1,2 R*).